# Drets (associació)
Drets és una associació catalana que té com a objectiu defensar jurídicament la societat catalana dels atacs en contra de la llengua i la cultura catalanes. Fou fundada el 28 d'octubre de 2014 pels advocats Sergi Blazquez Quevedo, Xavier Pareja Cozcolluela, Maria Vila Redon, Ramon Estebe Blanch, Carles Mundó Blanch, Marc Marsal Ferret, Agustí Carles Garau, Jaume Barroso Lòpez, Eva Labarta Ferrer, Josep De Luis Ferrer i Benet Salellas Vilar. La primera denúncia va ser contra Paco Marhuenda, director del diari La Razón per haver publicat les fotos dels documents d'identitat dels jutges que estaven redactant una proposta de constitució catalana.
El març de 2015 van anunciar que interposarien una denúncia en contra de les befes a les xarxes socials per la mort dels catalans que anaven en al vol 9525 de Germanwings. El gener del 2016 va informar que, dels 277 tuits denunciats per catalanofòbia, només un havia prosperat.
El maig del 2016 aconseguí, mitjançant un recurs al jutjat contenciós administratiu número 11 de Madrid, que es permetés l'exhibició d'estelades a la final de la copa del rei de futbol que s'havia de disputar a Madrid el dia 22 de maig entre el Sevilla CF i el Futbol Club Barcelona.
El 2017 ha estat guardonada amb el premi Memorial Francesc Macià, de la Fundació Josep Irla, «per la seva lluita pel respecte als drets fonamentals i les llibertats públiques de la ciutadania, els governants i les institucions catalanes».